# オオフサモ
オオフサモ（大房藻）、別名パロット・フェザー（Myriophyllum aquaticum）は、アリノトウグサ科の水生植物。南アメリカのアマゾン川が原産地であるが、アクアリウムやビオトープなどの観賞用として各地に移入され、日本などで侵略的外来種となっている。断片から根が生えて再生するなど繁茂しやすく、水田では水稲の生育を妨げる。日本では41都道府県で繁殖が確認され、特定外来生物、日本の侵略的外来種ワースト100に指定されている。

## 分布
原産地はアマゾン川であるが、現在ではほぼ世界各地に分布している。1800年代には既に北アメリカに持ち込まれ、1900年代に南アフリカ、日本、イギリス、オーストラリア、ニュージーランドなどに定着したとされる。温暖な気候を好むため、アメリカ合衆国では主に南部に生育している。オオフサモは淡水性の水草であり、湖沼やため池、河川、水路などに生育する。

## 形態・生態
多年生の抽水植物。茎は約5mm、葉は緑白色で羽状に裂け、5-6輪生する。雌雄異株で、花期は6月。ほとんどの株は雌株で、雄株は南アメリカ以外では確認されていない。雌株は白い柱頭を持った小さい花をつける。花は結実せず、匍匐茎を伸ばしたり、切れ藻から再生したりするなどして無性的に繁殖する。冬にも枯れずに越冬する。
アメリカ合衆国のフロリダ州では、カミナリハムシの仲間が幼虫の寄生先としてオオフサモを利用しているのが発見された。

## 外来種問題
アクアリウムや、ウォーターガーデン（en）において、観賞用に利用されている。また、日本では河川の復元事業やビオトープなどに用いるため植栽された。しかし前述のように、切れ藻などで簡単に殖えるため、各地で逸出して侵略的外来種となっている。例えば塊茎の断片が掘り起こされて、それが散布されることでも容易に分布を広げる。
日本では1920年頃に導入されたものが、兵庫県神戸市須磨寺にある池で初めて野生化しているのが確認された。その後、日本のほぼ全国に分布を拡大させている。繁殖力の強い本種は、水路や湖沼の水面全体を覆い尽くすほど大繁茂し、在来種の植物の生育を妨げてしまう。さらに、水流を阻害したり、水質を悪化させたりする被害も懸念されている。
そのため各地で防除作業が行われているが、その作業は容易ではない。オオフサモの植物体表面はつやのあるクチクラ層で保護されているため、除草剤の効き目はほとんどないとされる。はさみで切断したり掘り起こしたりすると、植物体断片が周辺に散布されるため、却ってオオフサモの分布を拡大させることになる。このため駆除には草刈りでなく、抜き取りが必要である。
アメリカ合衆国では、アラバマ州やコネチカット州、マサチューセッツ州など複数の地域で有害雑草（en）と定められており、販売が全面的に禁止されている。また、日本でも外来生物法によって特定外来生物に指定され、一切の栽培や移動が禁止されている。